# 马来西亚乡村及区域发展部
马来西亚乡村及区域发展部（马来文：Kementerian Kemajuan Desa dan Wilayah），是马来西亚主管乡村发展、区域发展、社区发展、土著、半島原住民、橡胶工业小园主、土地整理、土地复垦的联邦政府部门，总部位于布城联邦行政中心。現任部長是巫统主席兼副首相拿督斯里阿末扎希。

## 组织结构
马来西亚乡村及区域发展部的组织结构为：
- 部长
  - 副部长
    - 秘书长
      - 副秘书长（政策）
        - 策略规划处秘书
        - 乡村发展研究院总监
        - 组织及技能发展处秘书
        - 乡村社区处秘书
        - 乡村企业发展处秘书
        - 社区经济发展处秘书

      - 副秘书长（发展）
        - 基础设施处秘书
        - 协调及监察处秘书
        - 人民和谐处秘书
        - 土地及区域发展处秘书
        - 技术处秘书

      - 副秘书长（管理服务）
        - 人力资源管理处秘书
        - 行政及资产管理处秘书
        - 财务处秘书
        - 采购处秘书
        - 会计处秘书
        - 信息技术处秘书

      - 秘书长直属
        - 组织通讯科科长（公关科科长）
        - 内部审计科科长
        - 法律科科长
        - 廉政科科长

### 附属联邦机构
1. 社会发展局（KEMAS）
2. 马来西亚原住民发展局（JAKOA）

### 附属法定机构
1. 人民信托理事会（MARA）
2. 橡胶业小园主发展局（RISDA）
3. 联邦土地统一及复兴有限公司（FELCRA）
4. 槟城区域发展局（PERDA）
5. 登嘉楼中部发展局（KETENGAH）
6. 吉兰丹南部发展局（KESEDAR）
7. 吉打区域发展局（KEDA）
8. 柔佛东南部发展局（KEJORA）

### 分部
1. 沙巴分部
2. 砂拉越分部
3. 彭亨分部
4. 雪兰莪及吉隆坡分部
5. 森美兰及马六甲分部
6. 霹雳分部
7. 吉兰丹分部
8. 吉打、玻璃市及槟城分部
9. 登嘉楼分部
10. 柔佛分部